# Райлли, Брэндон
Брэндон Райлли (англ. Brandon Reilly, [ˈbrændən ˈraɪli], родился 18 мая 1981) — музыкант, наиболее известный как вокалист и гитарист американской инди-рок группы «Nightmare of You».

## Музыкальная карьера
В 1997 году Рейлли в качестве гитариста вошёл в состав группы «The Movielife», которая распалась в 2003. Год спустя он создал собственный музыкальный коллектив — «Nightmare of You», куда пригласил своего друга Джозефа Маккефри.

## Семья
Женат, есть сын.